# دانشگاه فناوری پتروناس
دانشگاه فناوری پتروناس (به مالایی: Universiti Teknologi PETRONAS) در سال ۱۹۹۷ تأسیس شد. این دانشگاه ابتدا مؤسسه تکنولوژی پتروناس نامیده می‌شد و یکی از شعب فرعی شرکت پتروناس به‌شمار می‌آمد. اما در سال ۱۹۹۵ به‌عنوان دانشگاه شناخته شد.
موقعیت دانشگاه تکنولوژی پتروناس در مکانی است که اکنون تبدیل به منطقه‌ای صنعتی شده و دارای بخش‌هایی چون پارک تکنولوژی و صنعتی، پارک داروسازی، پارک آموزشی و پارک علوم و پژوهش است. این محل در منطقه‌ای در نزدیکی شهر سری اسکندر قرار دارد.
دانشگاه تکنولوژی پتروناس در زمینه‌های مهندسی، علوم و تکنولوژی فعالیت می‌نماید. در حال حاضر دانشگاه تکنولوژی پتروناس دارای پنج رشته مهندسی در مقطع کارشناسی و ۳ رشته در مقطع کارشناسی ارشد است.